# الوليد بن مسلم العنبري
الوليد بن مسلم بن شهاب، أبو بشر العنبري، من رواة الحديث وهو ثقة، يعد في البصريين، وثقه أبو حاتم الرازي وغيره.

## روايته للحديث النبوي
- روى عن: جندب بن عبد الله البجلي، وحصين بن أبي الحر، وحمران بن أبان، وسهم بن شقيق، وأبي سفيان طلحة بن نافع، وعبد الله بن واقد بن عبد الله بن عمر بن الخطاب، وأبي الصديق الناجي، وأبي المتوكل الناجي، وابن التلب.
- روى عنه: أبو بشر جعفر بن أبي وحشية، وخالد الحذاء، وسعيد بن أبي عروبة وسلمة بن علقمة، ومحمد بن عبد الله بن أبي يعقوب، ومنصور بن زدان، ويونس بن عبيد.[4]

## أقوال العلماء فيه
الجرح والتعديل
- قال أبو حاتم الرازي: ثقة.
- قال أبو حاتم بن حبان البستي: ذكره في الثقات.
- قال ابن حجر العسقلاني: ثقة.
- قال الذهبي: ثقة.
- قال يحيى بن معين: ثقة.